# Somaya Faruqi
Somaya Faruqi (también escrita Farooqi) (Herat, 2002) es una estudiante e ingeniera afgana, y capitana de Afghan Girls Robotics Team (Equipo de Robótica de Niñas Afganas), también conocidas como las "Afghan Dreamers" ("Soñadoras afganas"). Fue nombrada una de las 100 mujeres de la BBC en 2020 y destacada por UNICEF ese mismo año, así como en la campaña Generación Igualdad de ONU Mujeres en 2021. Durante la pandemia de COVID-19 en 2020, su equipo diseñó un prototipo de ventilador para ayudar a combatir el coronavirus en Afganistán.

## Trayectoria
Faruqi nació en Herat  en  2002 en el oeste de Afganistán. Cuando era niña, se interesó por la ingeniería observando y trabajando con su padre en su taller de reparación de automóviles. Su madre no había podido recibir una educación formal después de los diez años debido a las restricciones de los talibanes a la educación de las mujeres. Faruqi ha dicho: "Quiero ser ingeniera electrónica en el futuro y tengo la suerte de contar con el apoyo total de mi madre y mi padre".
En 2017, con 14 años, Faruqi fue una de las seis integrantes de Afghan Girls Robotics Team, fundado por Roya Mahboob, que viajó a Estados Unidos para participar en la competición internacional de robótica FIRST Global Challenge. En 2018, el equipo se entrenó en Canadá, continuó viajando por Estados Unidos durante meses y participando en competiciones. Tras expirar sus visados para Estados Unidos, Faruqi participó en competiciones por equipos en Estonia y Estambul.
A principios de 2020, a los 17 años, Faruqi se convirtió en la capitana de Afghan Girls Robotics Team. El equipo se reunía a diario después de la escuela. En marzo de 2020, el entonces gobernador de Herat, en respuesta a la pandemia de COVID-19 y la escasez de respiradores, pidió ayuda para diseñar respiradores de bajo coste, y su equipo fue uno de los seis con los que se puso en contacto el gobierno.Utilizando un diseño del MIT y con la orientación de ingenieros del MIT y de Douglas Chin, cirujano de California, el equipo desarrolló un prototipo con piezas del Toyota Corolla y un sistema de transmisión por cadena de una motocicleta Honda. El padre de Faruqi hizo de chófer para el equipo, recogiéndolas en sus casas y conduciendo por calles secundarias para evitar los controles y ayudarlas a llegar a su taller. UNICEF también apoyó al equipo con la adquisición de las piezas necesarias durante los tres meses que pasaron construyendo el prototipo que se completó en julio de 2020.
En diciembre de 2020, el ministro de Industria y Comercio, Nizar Ahmad Ghoryani, donó fondos y consiguió terrenos para una fábrica en la que producir los respiradores. Bajo la dirección de su mentora Roya Mahboob, directora general de Afghan Citadel Software Company, las Afghan Dreamers también diseñaron un robot UVC para desinfección y un robot pulverizador para desinfección, ambos aprobados por el Ministerio de Salud para su producción.
A principios de agosto de 2021, Faruqi fue citada por la Radio Pública Internacional sobre el futuro de Afganistán, declarando: "No apoyamos a ningún grupo por encima de otro, pero para nosotras lo importante es poder continuar nuestro trabajo. Las mujeres de Afganistán han progresado mucho en las dos últimas décadas y este progreso debe respetarse." El 17 de agosto de 2021, se informó que el Afghan Girls Robotics Team y sus entrenadores estaban intentando ser evacuados, pero no pudieron obtener un vuelo para salir de Afganistán, y se informó que solicitaron ayuda a Canadá. El 19 de agosto de 2021, se informó que algunas integrantes del equipo y sus entrenadoras habían sido evacuadas a Catar. El 25 de agosto de 2021, algunas integrantes llegaron a México. El 26 de agosto de 2021, Faruqi fue citada por Reuters declarando: "Dejamos Afganistán por nuestra educación y un día volveremos y serviremos a nuestra gente y a nuestro país."

## Reconocimientos
En 2017, Faruqi recibió la medalla de plata Courageous Achievement en el FIRST Global Challenge de ciencia y tecnología,premio que reconoce el coraje y el esfuerzo de los jóvenes en la búsqueda de soluciones innovadoras para problemas globales. También recibió el premio Benefiting Humanity en Inteligencia Artificial en el World Summit AI.Además, fue galardonada con el Premio Permission to Dream de Janet Ivey-Duensing en el Festival de Cine Raw Science.En 2018, destacó al ganar el Entrepreneurship Challenge (Desafío de Emprendimiento) en Robotex en Estonia.
En 2020, su destacada labor la llevó a ser reconocida en la lista 100 mujeres de la BBCy obtuvo el título TEEN. GIRL. ACTIVIST. de UNICEF el 9 de octubre. Al año siguiente, en 2021, fue seleccionada para formar parte de la lista Forbes 30 Under 30 Asiay fue destacada en el informe Inspiring girls to know: Four stories to celebrate girls in ICT (ONU Mujeres, 21 de abril de 2021).